# رامون غونزاليس
رامون غونزاليس (بالإسبانية: Ramón González Expósito)‏ (25 نوفمبر 1974 مالاجون إسبانيا - ) هو لاعب كرة قدم إسباني، يلعب كمدافع.

## مسيرته

### مسيرته مع المنتخبات الوطنية
- 1991 - 1991 لعب مع منتخب إسبانيا تحت 16 سنة لكرة القدم 5 مباريات سجل خلالها هدف.
- 1991 - 1991 لعب مع منتخب إسبانيا تحت 17 سنة لكرة القدم 8 مباريات سجل خلالها هدف.
- 1992 - 1992 لعب مع منتخب إسبانيا تحت 19 سنة لكرة القدم 6 مباريات.
- 1992 - 1993 لعب مع منتخب إسبانيا تحت 18 سنة لكرة القدم 15 مباراة سجل خلالها هدف.
- 1993 - 1995 لعب مع منتخب إسبانيا تحت 21 سنة لكرة القدم 7 مباريات سجل خلالها هدف.

### مسيرته مع الأندية
- 1993 - 1997 لعب مع ريال بلد الوليد 70 مباراة.
- 1997 - 1999 لعب مع أتلتيكو مدريد ب 59 مباراة سجل خلالها 6 أهداف.
- 1998 - 1999 لعب مع أتلتيكو مدريد 12 مباراة.
- 1999 - 2001 لعب مع نادي لاس بالماس 48 مباراة سجل خلالها هدف.
- 2002 - 2004 لعب مع نادي قرطبة 88 مباراة سجل خلالها 9 أهداف.
- 2004 - 2006 لعب مع ريكرياتيفو 58 مباراة سجل خلالها 4 أهداف.
- 2006 - 2007 لعب مع ريال مورسيا 28 مباراة سجل خلالها هدفين.
- 2007 - 2008 لعب مع نادي خيريث 4 مباريات سجل خلالها هدف.

## روابط خارجية
- رامون غونزاليس على موقع الاتحاد الدولي (مؤرشف)  (الإنجليزية)
- رامون غونزاليس على موقع قاعدة بيانات كرة القدم.إي يو (الإنجليزية)
- رامون غونزاليس على موقع Soccerway.com (الإنجليزية)
- رامون غونزاليس على موقع عالم كرة القدم.نت (الإنجليزية)